# Psapharochrus cornutus
Psapharochrus cornutus là một loài bọ cánh cứng trong họ Cerambycidae.